# Марія Брабантська (королева Франції)
Марія Брабантська (нід. Maria van Brabant, фр. Marie de Brabant; 1254–1321) — донька герцога Брабанту Генріха III та Аделаїди Бургундської, дружина короля Франції Філіпа III Сміливого, королева Франції в 1274 — 1285 роках.

## Життєпис
Марія народилася 13 травня 1254 року в Левені єдиною донькою герцога Брабанту і Нижньої Лотарингії Генріха III Добродушного і його дружини Аделаїди Бургундської. Крім неї, в сім'ї було троє синів: Генріх, Жан та Годфрід.
21 серпня 1274 року в Венсенні був підписаний шлюбний контракт Марії Брабантської і короля Франції Філіпа III. 24 червня 1275 року Марія була коронована в Святій капелі Парижа. Для короля це був другий шлюб. Від першої дружини Ізабелли Арагонської у нього залишилося троє синів. У шлюбі з ним Марія народила ще трьох дітей.
У 1276 році раптово помер старший син Філіппа від першого шлюбу Людовик. Одне з угруповань, що боролося за вплив на короля, розпускало чутку про причетність до цього Марії, яка нібито хотіла розчистити шлях до трону власним дітям. Чутка не підтвердилася, і через деякий час був схоплений і страчений П'єр де ла Брос, колишній камергер при дворі. Дивними особливостями цієї справи стали раптовість та її нерозгляд у суді.
Під час правління чоловіка Марія мала на нього великий вплив, бо він був слабою і безвольною людиною, що легко піддається навіюванню. Але в 1285 році, після його смерті, вдова-королева втратила при дворі весь політичний вплив і присвятила себе вихованню дітей. Корону Франції успадкував її сімнадцятирічний пасинок Філіпп.
Марія Брабантська прожила довге життя, переживши всіх своїх дітей. Її донька Бланка, що стала дружиною принца Рудольфа Габсбурга, померла при пологах у 1305 році. Маргарита, яка стала королевою Англії, прожила вісім років у щасливому шлюбі і померла слідом за чоловіком у 1317 році. Людовик д'Евре, який відрізнявся спокійною і доброю вдачею, намагався триматися осторонь від політичних інтриг, помер двома роками пізніше.
Марія була свідком, як два онуки її покійного чоловіка, Людовик і Філіп, одягали корону короля Франції.
Померла 10 січня 1321 року в віці 66 років і була похована у францисканському монастирі в Парижі.

## Родина
Чоловік — король Франції Філіп III Сміливий
Діти:
- Людовик (1276–1319)
- Бланка (1278–1305), перша дружина Рудольфа Габсбурга
- Маргарита (1282–1317), дружина короля Англії Едуарда I

## У культурі
- Марії Брабантській присвячене одне з оповідань Гі Бретона в першому томі його праці «Історія кохання в історії Франції».